# Folarin Campbell
Folarin Yaoui Campbell (nacido el 27 de febrero de 1986 en Silver Spring, Maryland)  es un  jugador de baloncesto estadounidense de ascendencia nigeriana. Con 1.93 de estatura, su puesto natural en la cancha es el de escolta. Auténtico trotamundos del baloncesto, actualmente forma parte de la plantilla de Bondi Ferrara de la Serie A2 italiana.

## Trayectoria
Es un jugador formado en George Mason Patriots y tras no ser elegido en el draft de la NBA de 2008, dio el salto al baloncesto europeo firmando su primer contrato profesional en el Solsonica Rieti de Italia en la temporada 2008-09 en la Lega Basket Serie A. Al siguiente año, el jugador se fue a Alemania para jugar la Bundesliga en las filas de los Artland Dragons. 
En la temporada 2010-11, cambiaría de equipo en Alemania para jugar en Telekom Baskets Bonn y después de dos temporadas en Alemania, retornaría a Italia para jugar en las filas del FastWeb Casale Monferrato. 
Campbell jugaría una temporada (2011-2012) en la LegaDue en el Pallacanestro Sant'Antimo. En noviembre de 2012, firmó por el BK Ventspils, al que retornaría 4 años más tarde. En esas temporadas formaría parte de las plantillas de Enel Brindisi, MHP Riesen Ludwigsburg y Orlandina Basket.
En octubre de 2015, Campbell firmaría por el Czarni Słupsk polaco.

[actualizar]